# Jon Kiriac
Jon Kiriac (* 1984 in Alba Iulia, Siebenbürgen) ist ein deutsch-rumänischer Schauspieler und Sprecher.

## Leben
Jon Kiriac wuchs in seiner Heimat Rumänien auf, wo sein Vater Oberst in der Rumänischen Armee war. 2003 begann er an der West-Universität Temeswar mit seiner Schauspielausbildung, die er dann von 2005 bis 2009 an der Kunstuniversität Graz (vormals: Universität für Musik und darstellende Kunst Graz) abschloss. Während seines Studiums trat er bereits in mehreren Produktionen am Deutschen Staatstheater Temeswar und am Schauspielhaus Graz auf.
Als Theaterschauspieler hatte er zunächst Engagements an der Badischen Landesbühne Bruchsal (2009), am Stadttheater Klagenfurt (2010) und am Schleswig-Holsteinischen Landestheater (2010). In der Spielzeit 2013/14 gastierte er am Staatstheater Kassel als Prinz im Weihnachtsstück Drei Haselnüsse für Aschenbrödel. In der Spielzeit 2014/15 trat er am Schauspielhaus Wien und am Luxemburger Nationaltheater als Karl im Horváth-Stück Zur schönen Aussicht auf. Von 2015 bis 2017 gastierte Kiriac am Ballhaus Ost in Berlin in der Produktion And then we took Berlin.
Er ist außerdem Mitbegründer der Studiobühne „Studio Niculescu“ und Mitbegründer des Theaters „Kunstkooperative“ in Berlin.
Kiriac stand auch für einige Film- und Fernsehproduktionen vor der Kamera. 2011 absolvierte er den Filmschauspielworkshop der Filmakademie Ludwigsburg, wo Bibiana Beglau, Nina Haun und Connie Walther seine Dozenten waren. Er wirkte in mehreren Kurzfilmen mit und hatte Episodenrollen u. a. in den Fernsehserien München 7 (2014), Josephine Klick – Allein unter Cops (2015), Letzte Spur Berlin (2019, als rumänischer Gastarbeiter Ianis Albu) und SOKO Leipzig (2019). In der 16. Staffel der ZDF-Serie Der Staatsanwalt (2021) übernahm Kiriac eine der Episodenhauptrollen als tatverdächtiger engster Mitarbeiter und Subunternehmer eines ermordeten Handwerkers.
Kiriac arbeitet außerdem als Sprecher für Rundfunk, für Hörspiele und Werbung. Er wirkte u. a. in Hörspielproduktionen von Deutschlandradio Kultur, NDR Kultur und des rbb mit.
Er ist Mitglied im Bundesverband Schauspiel (BFFS). Kiriac ist verheiratet, Vater einer Tochter und lebt in Berlin.

## Filmografie
- 2014: München 7 (Fernsehserie)
- 2015: Josephine Klick – Allein unter Cops: Touristen (Fernsehserie, eine Folge)
- 2016: Freund/in (Kurzfilm)
- 2016: Die Welt das draußen (Kurzfilm)
- 2019: Letzte Spur Berlin: Sommersonnenwende (Fernsehserie, eine Folge)
- 2019: Das Leben meiner Tochter
- 2019: SOKO Leipzig: Der Mann, der zwei Bier bestellte (Fernsehserie, eine Folge)
- 2021: Der Staatsanwalt: Schlag auf Schlag (Fernsehserie, eine Folge)
- 2023: SOKO Leipzig: Mit einem Bein (Fernsehserie, eine Folge)
- 2025: Uhudler-Verschwörung – Ein Stinatz-Krimi (Fernsehreihe)